# Хаттон, Фредерик Уолластон
Фре́дерик Уо́лластон Ха́ттон (англ. Frederick Wollaston Hutton; 16 ноября 1836, Линкольншир — 29 октября 1905, Южная Атлантика) — англо-новозеландский зоолог (карцинолог и орнитолог) и геолог. Известен как один из самых плодовитых натуралистов Новой Зеландии XIX века, в своих трудах широко использовал теорию естественного отбора.

## Биография
Фредерик Уолластон Хаттон родился 16 ноября 1836 года в деревне Гейт-Бёртон (Линкольншир, Англия). Окончил школу в городке Саутуэлл (Ноттингемшир), затем Военно-морскую академию в Госпорте (Гэмпшир), а после этого учился в Королевском колледже Лондона. 
Был призван в армию, служил в подразделении «Королевские уэльские фузилёры», участвовал в Крымской войне (1856) и подавлении Восстания сипаев (1857—1859). 
В 1860 году Хаттон вернулся в Англию в звании капитана. Поступил в Королевское военное училище в Сандхерсте на факультет геологии, и в том же году был принят в члены Геологического общества Лондона. В 1861 году Хаттон написал для журнала «Геолог» позитивную рецензию на труд Чарльза Дарвина «Происхождение видов» (1859). До конца жизни он оставался непоколебимым сторонником теории естественного отбора, и Дарвин лично благодарил Хаттона в письмах за его убеждения.
В 1863 году Хаттон женился на девушке по имени Энни Гауджер Монгомери, и в 1866 году, бросив работу, уплыл с ней и шестью детьми (из них только двое были детьми пары) в Новую Зеландию. Они поселились в регионе Уаикато, где Хаттон занялся выращиванием и обработкой льна, но это ему быстро надоело, и он вернулся к геологической работе. Хаттон был принят в члены Геологической службы Новой Зеландии. В 1871—1873 годах был куратором Австралийского музея — старейшего музея страны. В 1874 году он переехал в другую часть страны, в регион Отаго. Хаттон читал лекции по геологии в Университете Отаго, стал куратором местного музея (1877—1879). В 1880 году он получил степень профессора биологии в Университете Кентербери. В 1891 году получил Медаль Кларка от Королевского общества Нового Южного Уэльса.
В 1892 году Хаттон стал стипендиатом Лондонского королевского общества и директором Кентерберийского музея в Крайстчерче и пробыл на этом посту 13 лет до самой смерти. В конце 1890-х годов был президентом Королевского союза орнитологов Австралазии. С 1904 года до своей смерти в 1905 году был президентом Королевского общества Новой Зеландии.
Фредерик Уолластон Хаттон, позвращаясь из путешествия в Англию, скончался 27 или 29 октября 1905 года в юго-восточной части Атлантического океана в точке с примерными координатами 32°06′ ю. ш. 16°52′ в. д., в нескольких десятках миль от африканского побережья. Его тело было погребено в океане.
В честь Хаттона в 1912 году была названа редкая новозеландская птица Puffinus huttoni (буревестник Хаттона).

## Таксоны, описанные и названные Хаттоном
В хронологическом порядке. 57 семейств, видов и подвидов, описанных в 1872—1898 гг.
1872
- Cabalus modestus[англ.] (вымершая птица)
- Callochiton empleurus[англ.] (панцирный моллюск)
- Ericentrus rubrus[англ.] (рыба)
- Phosichthys argenteus[англ.] (рыба)
- Stegnaster inflatus[англ.] (морская звезда)

1873
- Bittium exile[англ.] (морская улитка[англ.])
- Colistium guntheri (рыба)
- Comitas trailli[англ.] (морская улитка)
- Dendropoma squamiferum[англ.] (морская улитка)
- Dentalium nanum[англ.] (лопатоногий моллюск)
- Herpetopoma bellum[англ.] (морская улитка)
- Cantharidus roseus[англ.] (морская улитка)
- Cantharidus fulminatus[англ.] (брюхоногий моллюск)
- Novastoa lamellosa[англ.] (морская улитка)
- Pterotyphis eos[англ.] (морская улитка)
- Pterotyphis zealandicus[англ.] (морская улитка)
- Pupa affinis[англ.] (морская улитка)
- Rhombosolea retiaria (рыба)
- Scorpis violacea[англ.] (рыба)
- Coelotrochus chathamensis[англ.] (морская улитка)
- Trichosirius inornatus[англ.] (морская улитка)
- Uberella vitrea[англ.] (морская улитка)
- Xymene plebeius[англ.] (морская улитка)
- Axymene traversi[англ.] (морская улитка)
- Stiracolpus symmetricus[англ.] (морская улитка)
- Zeacolpus vittatus[англ.] (морская улитка)

1875
- Jasus edwardsii[англ.] (лангуст)
- Paratrachichthys trailli[англ.] (рыба)

1876
- Bidenichthys consobrinus[англ.] (рыба)

1877
- Anomia trigonopsis[англ.] (двустворчатый моллюск)
- Notolabrus cinctus[англ.] (рыба)

1878
- Eudyptes chrysocome filholi[англ.][8] (пингвин)
- Leuconopsis obsoleta[англ.] (наземная улитка[англ.])
- Proxiuber australis[англ.] (морская улитка)
- Proxiuber hulmei[англ.] (морская улитка)
- Coelotrochus oppressus[англ.] (наземная улитка)

1879
- Gallirallus philippensis macquariensis[англ.] (вымершая птица)
- Pseudaneitea papillata[англ.] (слизень)

1880
- Patelloida corticata[англ.] (морская улитка)

1882
- Latiidae (пресноводные моллюски)

1883
- Cytora calva[англ.] (наземная улитка)
- Cytora pallida[англ.] (наземная улитка)
- Cytora pannosa[англ.] (наземная улитка)
- Homalopoma fluctuata[англ.] (морская улитка)
- Lamellaria cerebroides[англ.] (морская улитка)
- Rhytida australis[англ.] (наземная улитка)
- Rhytida citrina[англ.] (наземная улитка)
- Rhytida patula[англ.] (наземная улитка)

1884
- Fossarina rimata[англ.] (морская улитка)
- Cantharidus caelatus[англ.] (морская улитка)
- Otoconcha[англ.] (полуслизни)
- Leuconopsis[англ.] (наземные улитки)

1885
- Microvoluta marginata[англ.] (морская улитка)

1888
- Powelliphanta lignaria[англ.] (наземная улитка)

1896
- Hemideina ricta[англ.] (насекомое-уэта)

1897
- Sigaus australis[англ.] (кузнечик)

1898
- Argosarchus[англ.] (насекомое-палочник)

## Публикации Хаттона

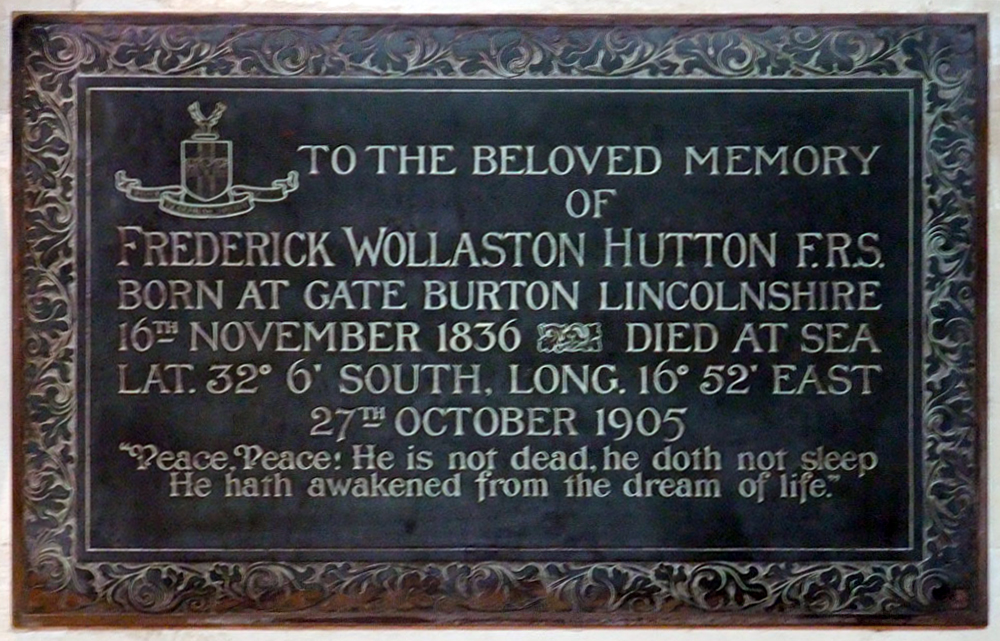
Мемориальная доска в Кафедральном соборе Крайстчерча

- 1861 — Some remarks on Mr. Darwin's theory (журнал «Геолог» № 4, стр. 132—136)
- 1873 — Catalogue of the marine Mollusca of New Zealand, with diagnoses of the species
- 1881 — Catalogues of the New Zealand Diptera, Orthoptera, Hymenoptera; with descriptions of the species
- 1887 — Darwinism
- 1896 — Theoretical Explanations of the Distribution of Southern Faunas
- 1899 — Darwinism and Lamarckism, old and new
- 1902 — The lesson of evolution (1907 — 2-е издание)
- 1902 — Nature in New Zealand (в соавторстве с Джеймсом Драммондом)
- 1904 — Index faunæ Novæ Zealandiæ (полный список всех животных, известных в Новой Зеландии)
- 1904 — The Animals of New Zealand (в соавторстве с Джеймсом Драммондом)
- 1905 — Revision of the Tertiary Brachiopoda of New Zealand
- 1905 — The Animals of New Zealand: An Account of the Colony's Air-breathing Vertebrates (в соавторстве с Джеймсом Драммондом)
- 1905 — The formation of the Canterbury Plains
- 1905 — Ancient Antarctica (журнал «Природа» № 72, стр. 244—245)

## Публикации о Хаттоне
- Брюс А. Маршалл. Molluscan and brachiopod taxa introduced by F. W. Hutton in The New Zealand journal of science  (англ.) Journal of the Royal Society of New Zealand (1995) vol. 25, iss. 4, стр. 495—500
- Барри Си. Расселл. Type specimens of New Zealand fishes described by Captain F.W. Hutton, F.R.S. (1836–1905)  (англ.) Journal of the Royal Society of New Zealand (1996) vol. 26, iss. 2, стр. 215—236